# Sechellophryne
Sechellophryne is een geslacht van kikkers uit de familie Seychellenkikkers (Sooglossidae). De groep werd voor het eerst wetenschappelijk beschreven door Ronald Archie Nussbaum en Sheng-hai Wu in 2007.
Er zijn twee soorten die voorkomen in Afrika en endemisch zijn op de Seychellen. De soorten werden tot 2007 tot het geslacht Sooglossus gerekend.

## Taxonomie
Geslacht Sechellophryne
- Soort Sechellophryne gardineri (Boulenger, 1911) – Gardiners seychellenkikker
- Soort Sechellophryne pipilodryas (Gerlach and Willi, 2002)

Sechellophryne · 
Sooglossus